# Zoophagus cornus
Zoophagus cornus är en svampart som beskrevs av Glockling 1997. Zoophagus cornus ingår i släktet Zoophagus och familjen Zoopagaceae.   Inga underarter finns listade i Catalogue of Life.